# Tossal de les Forques (Ponts)
El Tossal de les Forques és una muntanya de 528 metres que es troba al municipi de Ponts, a la comarca catalana de la Noguera.